# Allium tuchalense
Allium tuchalense är en amaryllisväxtart som beskrevs av Furkat Orunbaevich Khassanov och Noroozi. Allium tuchalense ingår i släktet lökar, och familjen amaryllisväxter.
Artens utbredningsområde är Iran. Inga underarter finns listade i Catalogue of Life.